# Haworthia emelyae

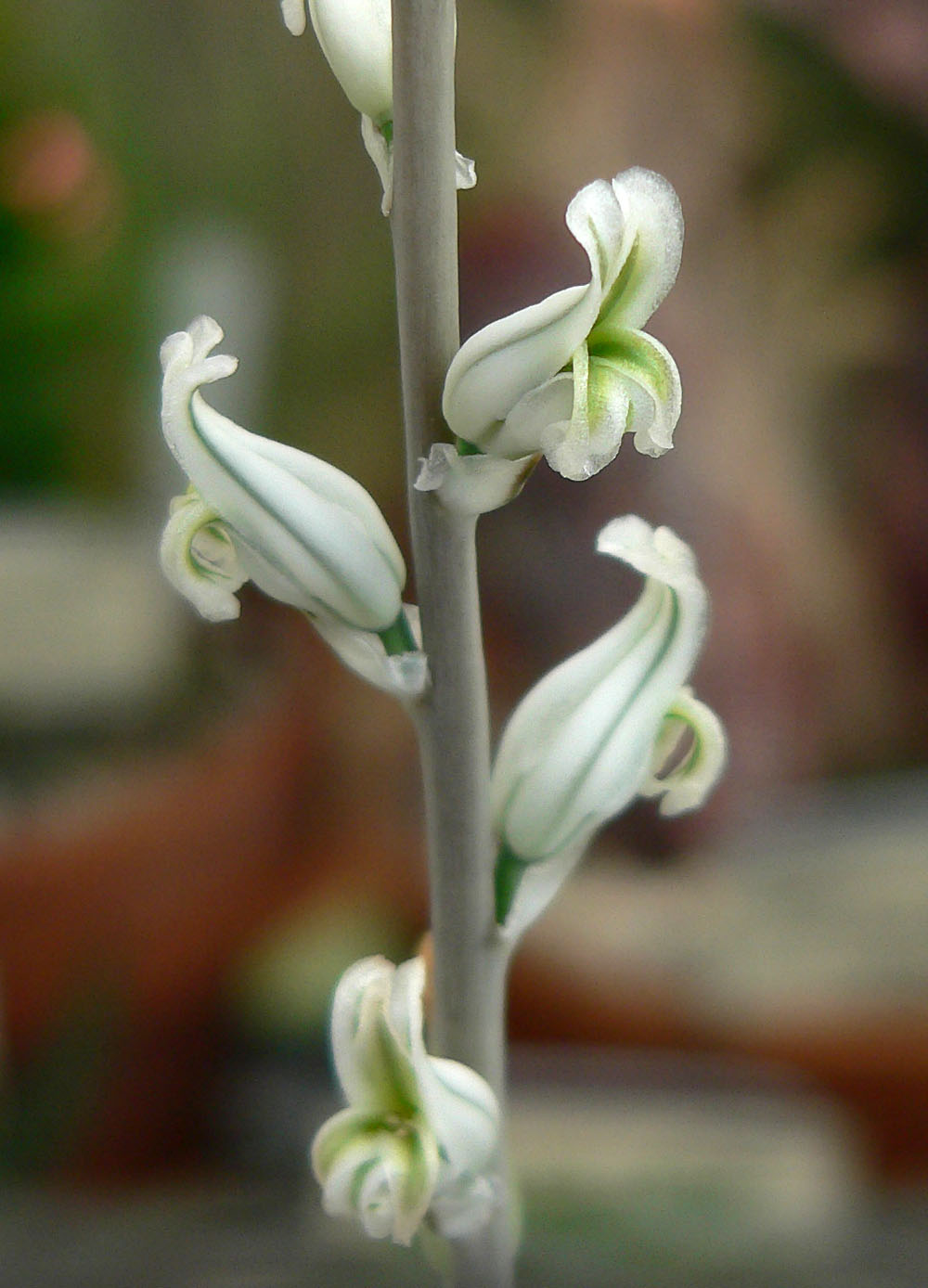
Blüten

Haworthia emelyae ist eine Pflanzenart der Gattung Haworthia in der Unterfamilie der Affodillgewächse (Asphodeloideae).

## Beschreibung
Haworthia emelyae wächst selten sprossend. Die deutlich gestutzten, spitzen, kaum durchscheinenden Laubblätter bilden eine Rosette mit einem Durchmesser von bis zu 10 Zentimetern. Die dunkelgrüne, linierte Blattspreite ist mit zerstreuten, verlängerten kleinen Flecken und undeutlich erhabenen Warzen bedeckt.
Der Blütenstand erreicht eine Länge von bis zu 30 Zentimetern und besteht aus 15 bis 20 weißen Blüten.

## Systematik und Verbreitung
Haworthia emelyae ist in den südafrikanischen Provinzen Westkap und Ostkap verbreitet.
Die Erstbeschreibung durch Karl von Poellnitz wurde 1937 veröffentlicht.
Es werden folgende Varietäten unterschieden:
- Haworthia emelyae var. emelyae
- Haworthia emelyae var. comptoniana (G.G.Sm.) J.D.Venter & S.A.Hammer
- Haworthia emelyae var. major (G.G.Sm.) M.B.Bayer
- Haworthia emelyae var. multifolia M.B.Bayer

## Nachweise